# Jakub Ludwik Sobieski

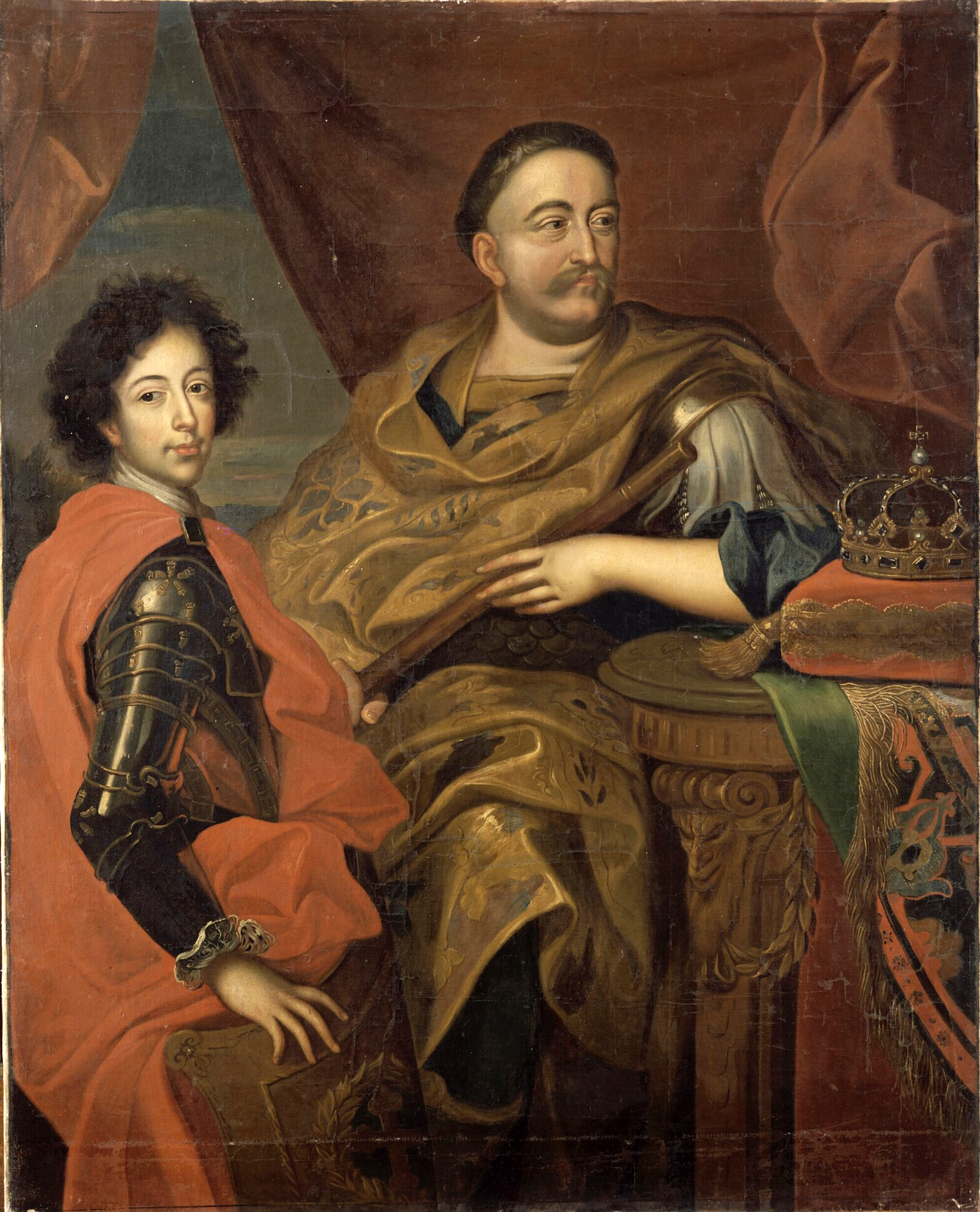
Jan Tricius, Jakub Ludwik Sobieski z ojcem

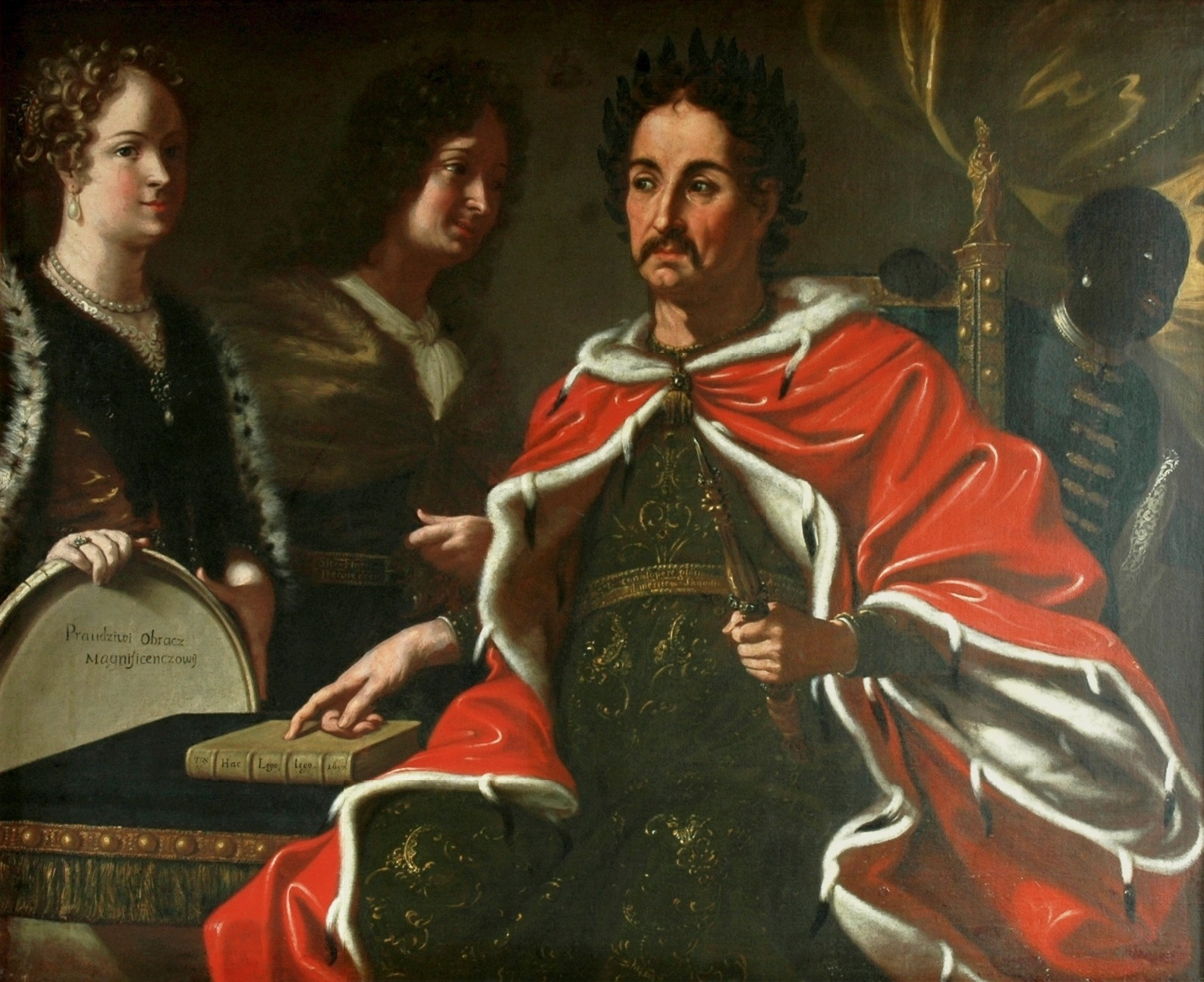
Jan III Sobieski przekazujący Jakubowi prawo do korony (1697)

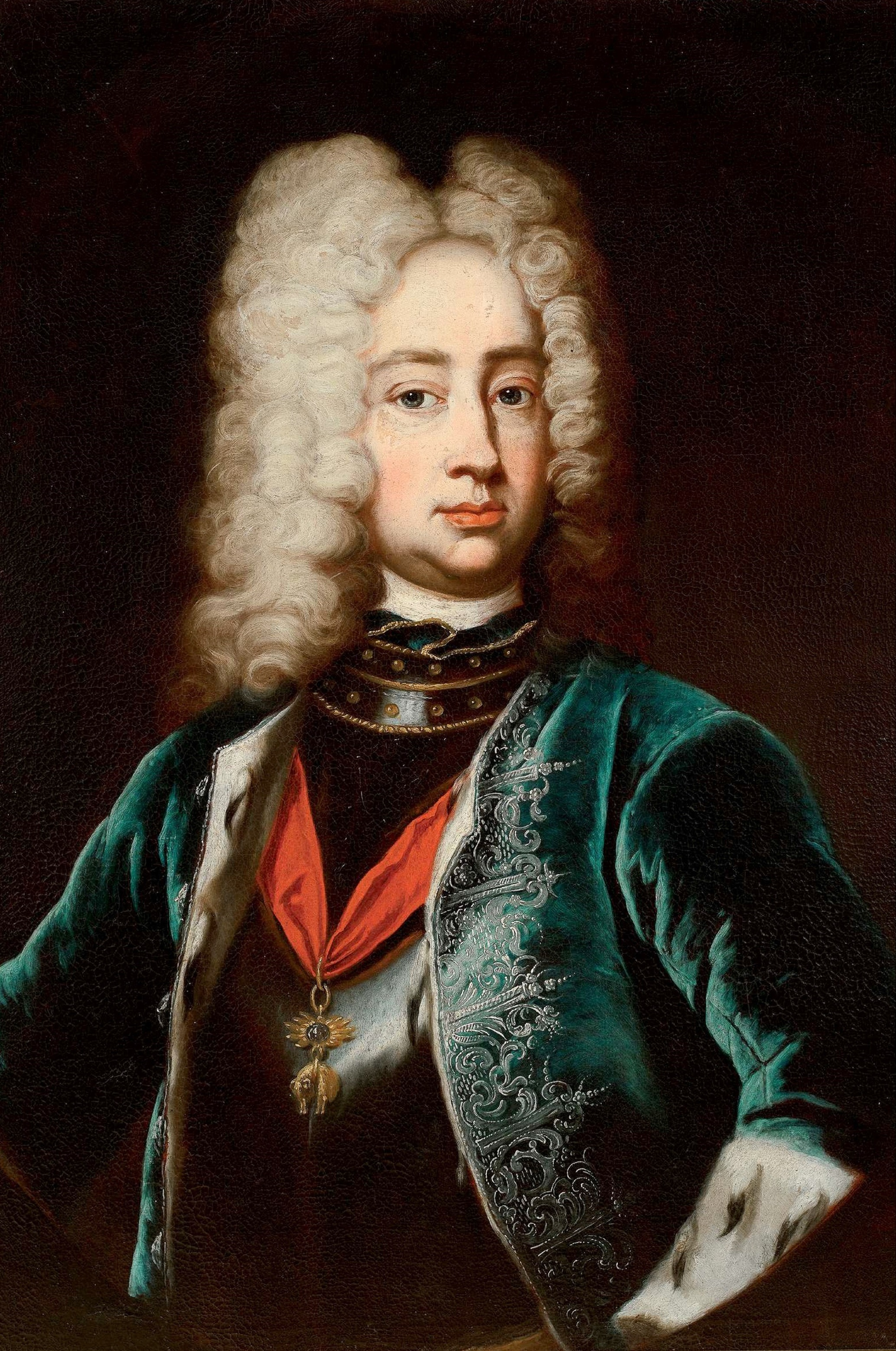
Portret Jakuba Ludwika Sobieskiego

Jakub Ludwik Sobieski, również Ludwik Henryk Jakub Sobieski (ur. 2 listopada 1667 w Paryżu, zm. 19 grudnia 1737 w Żółkwi) – królewicz polski, książę oławski w latach 1691–1737, starosta pucki, pretendent do tronu polskiego.

## Życiorys

### Młodość
Urodził się w Paryżu 2 listopada 1667 roku. Informacja o dniu narodzin pochodzi z listu Jana Sobieskiego, wówczas hetmana polnego koronnego, do Marii Kazimiery d’Arquien, w którym o Jakubie pisał: Gdybym sobie pomyślił, moja panno, że go nam P.Bóg dał w Zaduszny Dzień(...). Jakub Ludwik Sobieski był najstarszym synem Jana Sobieskiego i Marii Kazimiery. Urodził się w czasie, gdy jego matka przebywała we Francji na dworze skoligaconych z nią Burbonów, gdzie udała się będąc w ciąży, by uzyskać opiekę francuskich lekarzy, gdyż po śmierci jej protektorki Ludwiki Marii, nie mogła liczyć na pomoc polskiego dworu. W czasie pobytu nad Loarą Maria Kazimiera starała się również zbudować podwaliny stronnictwa profrancuskiego w Rzeczypospolitej, współpracując ze swym mężem przebywającym w Polsce.
Sobieski w listach do żony nalegał na nadanie chłopcu imienia swojego ojca – Jakuba, motywując to między innymi polskim zwyczajem. Najprawdopodobniej nie spotkało się to z większą aprobatą ze strony matki. Na cześć rodziców chrzestnych, króla Francji Ludwika XIV oraz wygnanej królowej angielskiej Henryki Marii i dziadka ze strony matki markiza Henryka d’Arquien otrzymał imiona Ludwik i Henryk. Chrzest odbył się 18 maja 1668 w Paryżu. Sporną kwestię imion syna rozwiązał jego ojciec w liście skierowanym do Marii Kazimiery, w którym pisał: Ludwiczka pozdrowić, który tam będzie Louis Henri, a tu Jakub. Królewicz w dorosłym życiu używał będzie imion Jakub Ludwik lub Jaques Louis. 20 września tego samego roku Jakub wraz z matką przybył do Gdańska, gdzie po raz pierwszy spotkał się z ojcem. Rodzice Sobieskiego czule przezwali syna Fanfanikiem (przezwisko pochodzi najprawdopodobniej od francuskiego fanfan – dziecinka), czasem nazywany był Kubeczkiem.
Młody Jakub miał mieć pomniejsze problemy zdrowotne. Sporą część korespondencji rodzice poświęcali jego zdrowiu. Pięcioletni chłopiec miał krzywo stawiać stopy, co udało się potem skorygować. Prawdopodobnie Jakub miał też wadę kręgosłupa. Nie mogła być ona jednak poważna, skoro w późniejszym okresie życia Jakub miał bardzo dobrze tańczyć oraz sprawnie jeździć konno. Wiadomo, że matka zamawiała dla syna kamizelki korekcyjne. Maria Kazimiera wielokrotnie użalała się nad losem Jakuba pisząc w listach, iż ten ciągle choruje.
W 1671 r. jego opiekunem i wychowawcą został ksiądz Kostrzycki. Po elekcji ojca na tron, pomimo protestów części posłów nie chcących przyznawać rodzinie Sobieskich praw monarszych, edukacja królewicza stała się kwestią państwową i miała być należycie przygotowana i pilnie kontrolowana. Stosunkowo silna opozycja wobec króla i jego rodziny powstała w okresie szczytowej popularności króla, zaraz po jego wiktorii jako hetmana w bitwie pod Chocimiem. Niechęć szlachty do Jakuba oraz Sobieskich będzie kluczowym czynnikiem determinującym jego późniejszą karierę.

### Królewicz polski
Po wyborze w 1674 r. Jana Sobieskiego na króla polskiego młody królewicz został wciągnięty w plany dynastyczne swoich rodziców. Matka bezskutecznie starała się wyswatać go z córką cesarza Leopolda I i zdobyć dla niego tron w którymś z państw Cesarstwa lub lenn cesarskich. Mimo zabiegów rodzicielki na dworze wiedeńskim Jakub Ludwik nie otrzymał w 1675 r. praw do księstwa brzesko-wołowsko-legnickiego po wymarciu Piastów.
Jan III Sobieski w tym czasie przygotowywał próbę zapewnienia swojemu pierworodnemu synowi władzy w Prusach Książęcych. Zawarł w tym celu układ z Francją w Jaworowie wymierzony przeciwko Habsburgom i Hohenzollernom. Niepowodzenie tego planu skłoniło króla do lansowania osoby królewicza poprzez jego udział w kampaniach wojennych przeciwko imperium osmańskiemu. Chciał w ten sposób przyzwyczajać opinię do zwiększonej roli królewicza i promować go jako drugą osobę w państwie po sobie.
W 1683 r. Jakub Ludwik Sobieski towarzyszył ojcu w odsieczy wiedeńskiej i w bitwie pod Parkanami. W późniejszych latach reprezentował ojca na radach senatu i przyjmował w jego imieniu zagranicznych posłów.
W sierpniu–listopadzie 1684 uczestniczył w mołdawskiej wyprawie ojca (wtedy zdobyli m.in. Jazłowiec). W 1684 podjęta została próba osadzenia Jakuba Sobieskiego na tronie jednego z lenn Turcji. Pierwotnie celem był Siedmiogród, później od 1686 starano się zapewnić mu władzę w Mołdawii. W 1687 królewicz w imieniu ojca poprowadził w tym celu wyprawę wojenną na Kamieniec Podolski która skończył się niepowodzeniem.
Także w 1687 r. Jakub Ludwik Sobieski starał się o rękę najbogatszej kobiety w Rzeczypospolitej, Ludwiki Karoliny Radziwiłłówny. Doszło do oficjalnych zaręczyn pary, jednak na skutek intryg i zabiegów politycznych dworu cesarskiego zostały one zerwane w sierpniu 1688 r. Oburzony sytuacją król polski doprowadził do tego, że w sprawę został wciągnięty Sejm. Parlament jednak uznał, że małżeństwo Jakuba Sobieskiego nie należy do kwestii racji stanu. Królewicz nie był bowiem w chwili narodzin synem monarchy, ale hetmana polnego koronnego, a więc zawarcie małżeństwa jest w jego przypadku prywatną sprawą.

### Książę oławski
Ostatecznie w 1691 dzięki pomocy dworu wiedeńskiego Jakub Ludwik Sobieski ożenił się z księżniczką neuburską Jadwigą Elżbietą Amalią, córką palatyna Renu, Filipa Wilhelma, siostrą biskupa wrocławskiego Franciszka Ludwika oraz szwagierką cesarza Leopolda I. W posagu żona wniosła mężowi tytuł książęcy i księstwo oławskie.
Po ślubie królewicz podjął kolejną nieudaną próbę zdobycia tronu w Mołdawii. Po klęsce wyprawy powrócił do Rzeczypospolitej, gdzie starał się stworzyć własne stronnictwo polityczne oparte na sojuszu z Habsburgami. Utrzymywał w tym czasie ożywione kontakty z dworem wiedeńskim i występował w roli nieoficjalnego cesarskiego ambasadora. Jego zachowanie poróżniło go w latach 1693–1695 z ojcem.
Po śmierci Jana III Sobieskiego w 1696 r. odziedziczył po nim Złoczów, Żółkiew i Olesko w województwie ruskim. Wdał się wtedy w gorszący opinię publiczną proces spadkowy o majątek z matką. W 1697 r. wystawił swoją kandydaturę do tronu polskiego. Podczas elekcji miał za sobą początkowo poparcie dworów sztokholmskiego i wiedeńskiego, a w kraju stronników w szlachcie wielkopolskiej i małopolskiej oraz jednego hierarchy duchownego w osobie biskupa kujawskiego, Stanisława Dąmbskiego.
Po przegranej w głosowaniu i podwójnej elekcji zdecydował się wspierać obóz prymasa Michała Radziejowskiego i elekta Franciszka Ludwika Burbon-Conti. Po koronacji Augusta II rozpoczął pertraktacje pojednawcze z nowym królem polskim. Podczas rozmów został posądzony o próbę zorganizowania rokoszu. Utracił przez to ekonomię szawelską i starostwo puckie. Obrażony nie złożył hołdu monarsze i wyjechał na Śląsk do Oławy.
Podczas wojny północnej zgłosił swoje pretensje do tronu polskiego. W 1703 przystąpił do konfederacji wielkopolskiej. W 1704 opowiedział się za detronizacją Augusta II Mocnego. Został oficjalnie uznany przez królów Prus i Szwecji za kandydata do korony polskiej. Przyjazd do Rzeczypospolitej pokrzyżowały mu jednak wojska saskie. Książę oławski został pojmany pod Wrocławiem i uwięziony w Saksonii. W latach 1704–1706 przebywał jako więzień stanu w zamkach Pleißenburg i Königstein. W tym czasie konfederaci zdecydowali się na elekcji powierzyć tron pro tempore Stanisławowi Leszczyńskiemu.
Jakub Ludwik Sobieski został zwolniony z niewoli na mocy traktatu z Altranstädt. Podpisał wówczas deklarację rezygnacji z dalszego ubiegania się o koronę polską. W latach następnych pojawiały się przed nim jeszcze kilkakrotnie nadzieje na zdobycie tronu. Organizowały się bowiem wysuwające jego kandydaturę konfederacje szlacheckie. Były one jednak blokowane lub rozwiązywane w zalążku przez działania polityczne mocarstw europejskich.
W 1717 r. podczas obrad Sejmu Niemego Jakub Ludwik Sobieski uzyskał korzystny wyrok, który umożliwił mu powrót do Rzeczypospolitej Obojga Narodów i odzyskanie utraconych dóbr rodowych skonfiskowanych przez króla. Przyjechał do Korony ze Śląska, pogodził się z Augustem II i zamieszkał w rodowym zamku w Żółkwi. W 1719 r. popadł w niełaskę cesarza Karola VI Habsburga. Za wyrażenie zgody na ślub córki Marii Klementyny Sobieskiej z Jakubem Franciszkiem Stuartem utracił księstwo oławskie. Dobra śląskie odzyskał jednak w 1722 r. Przebywał w nich później z przerwami w latach 1722–1734. Ostatnie lata życia spędził na załatwianiu spraw majątkowych, na podróżach między swoimi rezydencjami na Ukrainie i Śląsku oraz na działalności fundatorskiej.
Zmarł w Żółkwi na skutek wylewu. Spadkobierczynią jego majątku, w którego skład wchodziło 11 miast i 140 wsi, została jedyna pozostająca przy życiu w chwili jego śmierci córka, Maria Karolina de Bouillon.
Jakub Ludwik Sobieski pochowany został w dawnej kolegiacie św. Wawrzyńca w Żółkwi – kościele farnym w mieście.

## Rodzina
25 marca 1691 roku Jakub Ludwik Sobieski poślubił księżniczkę neuburską, Jadwigę Elżbietę Amalię z którą miał sześcioro dzieci:
- Maria Leopoldyna (ur. i zm. 1693)
- Jan (1699 – 1700)
- Maria Magdalena (ur. i zm. 1704)
- Maria Kazimiera (20 stycznia 1695 – 18 maja 1723)
- Maria Karolina (26 listopada 1697 – 8 maja 1740)
- Maria Klementyna (17 lipca 1701 – 17 stycznia 1735)

O jego córkach mówiono „królewnisie”.

## Ordery
- Francja – Order Ducha Świętego
- Hiszpania – Order Złotego Runa